# Креци
Креци — недоплавлені металеві частинки, що збираються під час очищення плавильних печей, або спливають при плавленні.
Згадується в середньовічних виданнях з гірництва та металургії, зокрема, в 11 розділі книги «De Re Metallica» Георга Агріколи (1556 р.):
| ...Крецу, яка не стікає, але залишається на зейгерній доріжці, слід частіше ворушити за допомогою жердини з гаком, щоб з неї також височувався зейгерблей і стікав у випускне гніздо. |
| З креців отримують зливки очищеної міді в такий спосіб. До ¾ центнера креців, що походить від зливків, виплавлених з міді та свинцю, при відділенні зейгерблею, і до такої ж кількості таких креців, яка таким же чином випадає зі зливків одноразового фришування23, додається центнер «бідного» свинцю й півцентнера гердблею. Якщо в майстерні є багато глету, то можна скористатися ним замість «бідного» свинцю, або до цієї кількості перших креців, центнера креців, що походять так само від зливків її дворазового переплавлення, і до ¼ центнера таких креців, які утворюються при випалі мідних висóчин, додається 1½ центнери глету та гердблею. У тому та іншому випадку з останніх 3 центнерів виходить один зливок. |